# Ахвледиани, Даур Миродович
Дау́р Миро́дович Ахвледиа́ни (абх. Даур Мирод-иԥа Ахвледиани; 10 октября 1964, Бзыбь, Гагрский район, Абхазская АССР, Грузинская ССР, СССР — 22 сентября 1993, Эшера, Сухумский район, Республика Абхазия) — советский и абхазский футболист, защитник, полузащитник. Герой Абхазии (1994).

## Карьера
В 1983 году провёл 2 матча в Высшей лиге СССР за кутаисское «Торпедо»: 8 апреля против московского «Торпедо» (1:4) и 28 октября против харьковского «Металлиста» (0:1). В 1984 году пополнил ряды сухумского «Динамо», где был капитаном команды. В 1992—1993 годах защищал цвета «Уралана».

## Достижения
- Серебряный призёр зоны «Запад» Первой лиги: 1992
- Победитель 9-й зоны Второй лиги: 1989
- Серебряный призёр 9-й зоны Второй лиги (2): 1986, 1987

## Участие вгрузино-абхазской войне

Почтовый лист Абхазии: Легенды абхазского футбола

С 14 августа 1992 года — в рядах абхазского ополчения в качестве рядового-стрелка. Принимал участие в освобождении города Гагра, затем — в позиционных боях на Гумистинском фронте. Сражался в составе 2-й роты Гагрского батальона. В 1993 году принимал участие в мартовской, июльской и сентябрьской наступательных операциях абхазской армии, в боях за освобождение сёл Ахалшени, Шрома, города Сухум. Погиб 22 сентября 1993 года в ходе боёв за Учхоз под Сухумом. Похоронен на кладбище Гагры у Пицундского поворота. В 1994 году Дауру Ахвледиани присвоено звание Герой Абхазии (посмертно).

## Память
Именем Даура Ахвледиани назван Центральный стадион Гагры. В 2009 году Почта Абхазии выпустила почтовую марку с его портретом.